# Luis Armando Tineo Rivera
Luis Armando Tineo Rivera (ur. 10 maja 1948 w Caracas) – wenezuelski duchowny rzymskokatolicki, w latach 2013–2020 biskup Carora.

## Życiorys
Święcenia kapłańskie otrzymał 26 lipca 1980 i został inkardynowany do archidiecezji Caracas. Był m.in. wykładowcą i dyrektorem studiów w archidiecezjalnym seminarium, dyrektorem kurialnego departamentu ds. katechezy, proboszczem jednej ze stołecznych parafii oraz redaktorem naczelnym archidiecezjalnego pisma.
9 lutego 2007 został mianowany biskupem pomocniczym Caracas ze stolicą tytularną Horrea Coelia. Sakry biskupiej udzielił mu 28 kwietnia 2007 ówczesny arcybiskup Caracas, kard. Jorge Liberato Urosa Savino.
23 lipca 2013 został mianowany biskupem diecezji Carora.
23 czerwca 2020 papież Franciszek przyjął jego rezygnację z urzędu.